# Mumbai City Football Club
Ne pas confondre avec le Mumbai Football Club, club du Championnat d'Inde de football.
Maillots
Le Mumbai City Football Club (en marathi : मुंबई सिटी एफ.सी., et en hindi : मुंबई सिटी फुटबॉल क्लब), plus couramment abrégé en Mumbai City, est un club indien de football fondé en 2014 et basé dans la ville de Bombay, dans l'état du Maharashtra.
Le club est une franchise et évolue actuellement en Indian Super League, et joue ces matchs à domicile au Mumbai Football Arena.

## Histoire
L'équipe est possédée par l'acteur de Bollywood Ranbir Kapoor et les hommes d'affaires Kayque G. Saldanha et Bimal Parekh.
Lors de sa première saison, l'équipe est entraîné par l'ancien footballeur anglais Peter Reid. Le joueur-clé de l'équipe est le suédois Fredrik Ljungberg.
Le premier match de l'histoire du club se joue le 12 octobre 2014 contre l'Atlético Kolkata et se solde par une défaite de 3-0. Le premier buteur du club est André Moritz à la 12e minute lors de la 2e journée contre le FC Pune City et se solde par une victoire de 5-0 et en plus il est le 1er joueur de l'Indian Super League à avoir marqué un hat-trick.
Le 28 novembre 2019, le City Football Group, propriétaire de Manchester City, rachète 65 % du club. Les 35 % restants sont partagés entre les propriétaires actuels : Ranbir Kapoor et Bimal Parekh.
En 2021, le club remporte son premier titre national, en terminant premier de la saison régulière puis en remportant la finale de l'Indian Super League 2020-2021.

## Palmarès
- Indian Super League (2)
  - Champion : 2021 et 2023
  - ISL Cup : 2021 et 2024

## Personnalités du club

### Présidents
- Damian Willoughby

### Entraîneurs
| Rang | Nom                 | Période               |
| ---- | ------------------- | --------------------- |
| 1    | Peter Reid          | 4 septembre 2014-2014 |
| 2    | Nicolas Anelka      | 3 juillet 2015-2015   |
| 3    | Alexandre Guimarães | 19 avril 2016-2018    |
| 4    | Jorge Costa         | 14 août 2018-2020     |
| 5    | Sergio Lobera       | 2020-2021             |
| 6    | Des Buckingham      | 2021-2023             |
| 6    | Petr Kratky         | depuis 2023           |

### Joueurs

#### Joueurs emblématiques
- Nicolas Anelka
- Frederic Piquionne
- Fredrik Ljungberg
- Manuel Friedrich
- Krisztian Vadocz
- Selim Benachour
- André Francisco Moritz
- Everton Santos
- Diego Forlán
- Achille Emana
- Sunil Chhetri

#### Capitaines du club
Le tableau suivant présente la liste des capitaines principaux du Mumbai City depuis 2014.
| Rang | Nom            | Période |
| ---- | -------------- | ------- |
| 1    | Syed Nabi      | 2014    |
| 1    | Amrinder Singh | ?       |